# Ville-sur-Ancre
Ville-sur-Ancre is een gemeente in het Franse departement Somme (regio Hauts-de-France) en telt 235 inwoners (1999). De plaats maakt deel uit van het arrondissement Péronne.

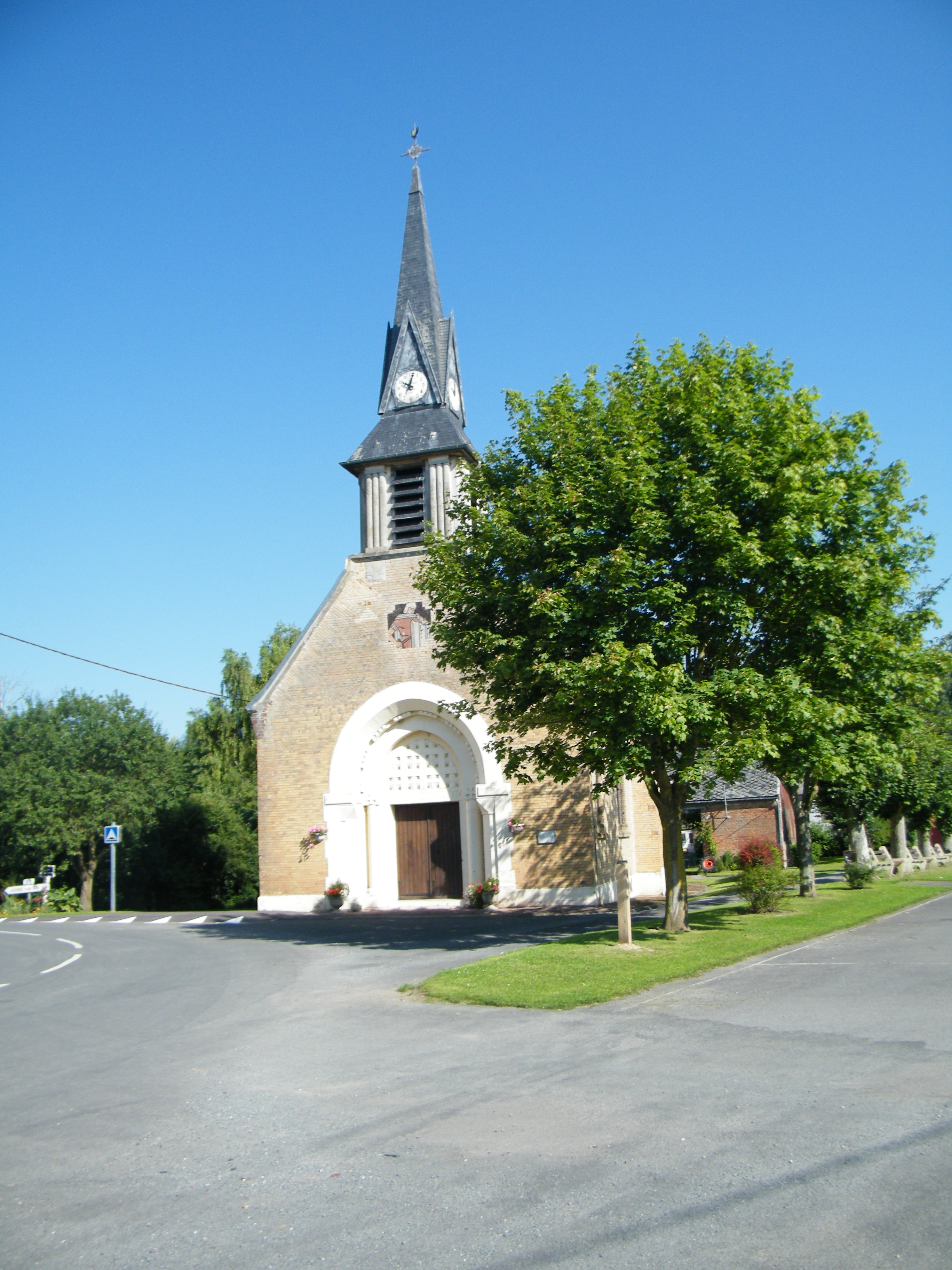
Kerk in Ville-sur-Ancre
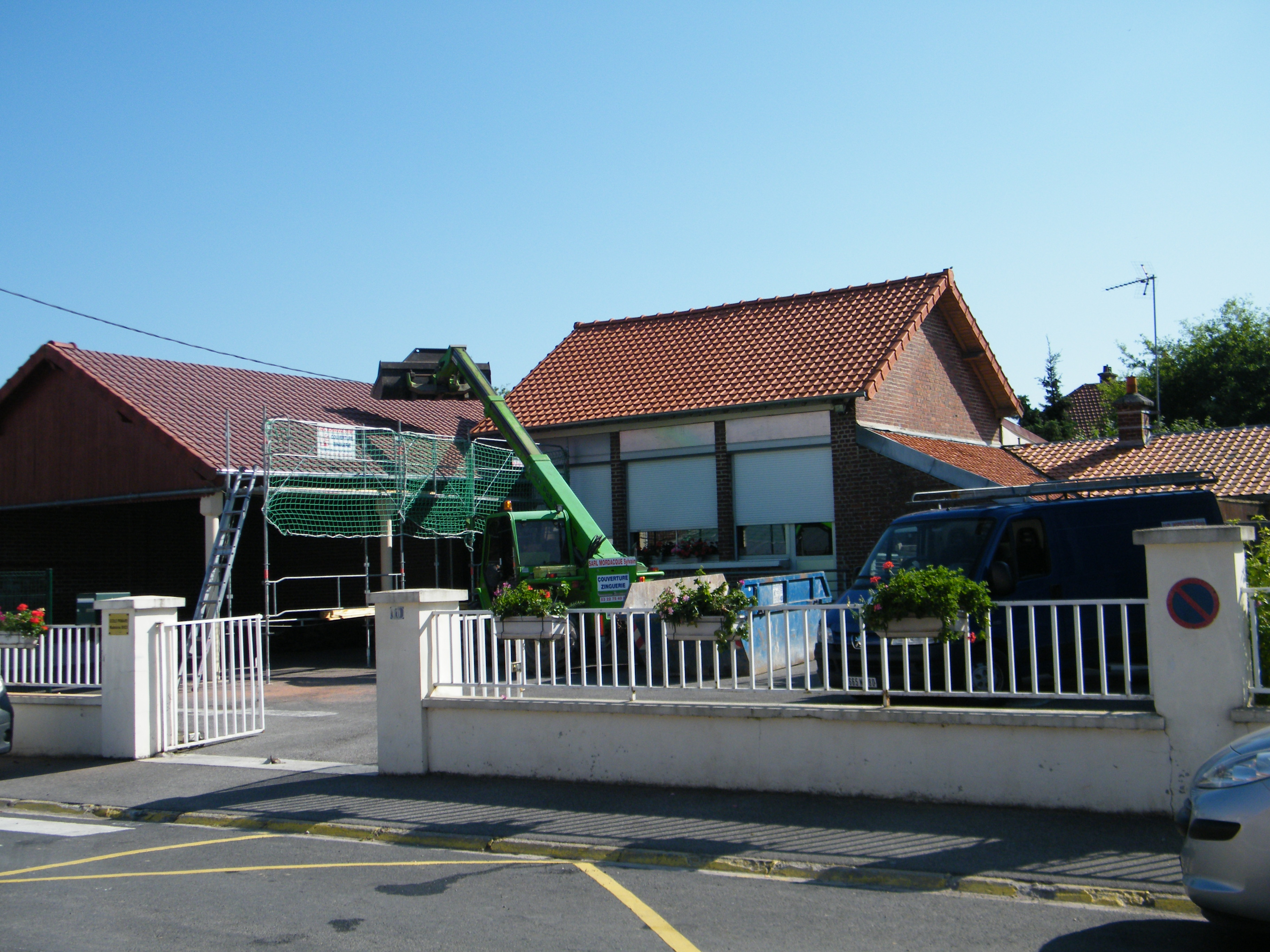
School in Ville-sur-Ancre

## Geografie
De oppervlakte van Ville-sur-Ancre bedraagt 5,9 km², de bevolkingsdichtheid is 39,8 inwoners per km².
De onderstaande kaart toont de ligging van Ville-sur-Ancre met de belangrijkste infrastructuur en aangrenzende gemeenten.

## Demografie
Onderstaande figuur toont het verloop van het inwonertal (bron: INSEE-tellingen).